# Ђорђе Рајковић
Ђорђе Рајковић (Нови Сад, 5. мај 1824 — Нови Сад, 9 август 1886) је био српски књижевник, учитељ, преводилац и уредник бројних листова.

## Биографија
Рођен је у Новом Сад априла 1835. године, од оца Јакова - Јаше Грбића. Отац је прво био економ и шпекулант, да би затим као гостионичар држао пре Мађарске буне прво чарду Бели бирцуз на Старо-керском друму, а онда гостионицу у граду Новом Саду. Мајка је била нежне телесне грађе и умрла је док се син још школовао. Њену смрт је опевао у песми Син на гробу матере, која је објављена 1842. године у часопису Пештанско-будимском скоротечи.
По завршетку основне школе похађао Српску православну велику гимназију у Новом Саду до петог разреда. Потом одлази у Пожун, и на Евангеличком лицеју слушао реторику и поетику, али је након годину дана морао да одустане, јер није имао новца за школовање и изгубио је мајку. По повратку у Нови Сад постао је 1843. године актуар (лични секретар) професора Петра Јовановића Илира из Бачке, и са њим ишао у инспекцију школа у Срему. У служби Јовановића био од 1843. до 1847. године. Јовановић га је знао још као гимназијалца и више му је пута током живота помогао. Уз његову помоћ (као директора Новосадске гимназије) приватно је положио испите за седми и осми разред гимназије 1847. године. Сведоџба да је завршио „филозофију”, омогућила му је да ради као учитељ. Један биограф сматра да је Рајковић завршио у међувремену (1843-1846) и учитељску школу у Пешти. На препоруку ментора Јовановића добио је 1847. године учитељску службу у Вуковару. Из Вуковара је учитељ Ђорђе послао први (од 15) стручни рад о школству - учитељском питању. Оженио се млади учитељ у Вуковару 1847. године са Драгињом, кћерком почившег Василија Димитријевића. Ушао је у тај брак мада је био заљубљен у песникињу Милицу Стојадиновић Српкињу, са чијим братом Светозаром се дружио у Пожуну.
По избијању Буне 1848. године услед немира у Вуковару, одлази почетком марта 1848. године у Србију. Бавио се прво у Београду, где је већ долазио 1845. године а затим одлази у источну Србију. Од јесени 1848. године он је учитељ у основној школи у Неготину. Истовремено је кратко био вршилац дужности директора тамошње Ниже гимназије. Од 1849. године примио се да као професор замењује у гимназији професора и директора Јована Николића. У гимназији у Неготину, предавао је латински и немачки језик. Уследио је затим позив Милоша Поповић који му нуди да пређе у Београд где би сарађивао у "Србским новинама" и преводио са немачког језика чланке и политичке вести. Због лоших услова за рад (епидемија колере, опште сиромаштво, лоши односи у професорском колегијуму) прихватио је позив и напустио Неготин.

## У Новом Саду
Када се смирила ситуација у Угарској након слома Мађарске буне, Рајковић се вратио у завичај. Након бављења у Сомбору стигао је 1850. године у Нови Сад, где уз помоћ заштитника Јовановић, ради као "конципист" (писар) код градоначелника. Ускоро је премешен за „канцелисту” (секретара) у новосадском Окружном суду. У јесен 1851. године примљен је по конкурсу за сталног предавача, и почиње да ради као учитељ III разреда основне школе. Тада се после вишегодишњег прекида „враћа у књижевност”. Он стварно почиње преданије да се бави књижевним радом од 1858. године, када креће и са уређивањем књижевних часописа. Шездесетих година 19. века Ђорђе Рајковић је део великог боемског друштва које се редовно окупља у кафани „Код Пере Камиле”. Ту се уз обиље јела и пића дискутовало о разним пре свега књижевним темама, политизирало, критиковало али шалило и веселило. Око стола седели су Јован Ђорђевић, Јаша Игњатовић, Новак Радонић, Ђорђе Рајковић, Аца Поповић - Зуб, Ђока Поповић - Даничар, Јован Јовановић Змај, Ђура Јакшић, Лаза Костић и други. Духовитост је ту цветала а језик се изоштравао. Ђорђеви „побратими” били су Змај и Јаша Игњатовић, са којима је поред беомског друговања и успешно сарађивао и у озбиљнијим прегнућима.
Рајковић је био „дружеван и омиљен у друштву” и као такав склон кафанском животу оболео је 1861. године од жутице. Лечио се тада у Пешти. Озбиљније побољева од 1862. године, али на прво лечење у немачки град Грефенберг одлази 1863. године. Константни проблеми са здрављем (жутица, реума) су га ометали у раду. И за дивно чудо то његово чемерно време обележило је његово уређивање и писање - за хумористичке листове. Лежећи болестан у болници у Пакрацу покренуо је 1863. године лист "Хумориста"; изашао је само први број, 19. октобра. Лечио се годинама у болницама у Пакрацу и Грефенбергу у Шлеској. Боравио је и у бањама, а отац Јаша је чак остао без куће, јер је исту продао због лечења сина. Лечење није дало очекиване резултате, и у јесен 1865. године он је пензионисан, са трећом плате. Вратио се из Грефенберга 1865. године као „хром” (сакат у ногу), а тада поред све болести и немаштине му умире и отац.
Године 1882. је био тешко болестан и дуго се лечио у Штајерској. То му је продужило живот још неколико година. Живећи у оскудици грчевито ствара, записујући на папиру; "отимајући од смрти" оно што зна о српској прошлости. Живећи скромно развио је плодан и замашни књижевни рад. Умро је Рајковић јула 1886. године од рака јетре, након наизглед успешног лечења у бањи Радегунд у Штајерској. Почива на Успенском гробљу у Новом Саду.
Са супругом Драгињом (која га је напустила) имао је сина Саву, којег је сам подизао. Пошто се 1857. развео, оженио се поново много касније, сада Немицом болничарком и надзорницом Емилијом Роршох, коју је упознао (неговала га) као пацијент, током боравка у Берлину. Живећи са другом женом у иностранству, добио је током брака још неколико деце. У међувремену, он као „распуштеник” гради посебан романтични емотиван однос са песникињом (његовом лирском Милком) Милицом Стојадиновић.

## Рад у штампи
Прилоге објављивао у Војвођанки, Седмици, Јужној пчели, Јавору, Српској зори, Невену, Даници, а сарађивао и у хрватским листовима Neven, Gospodarski list и Napredak. Писао је педагошке чланке, басне, афоризме, песме и др. Поред оригиналних прилога објављивао је и преводе са немачког и руског.
По оснивању Школског листа 1858. преузео је дужност одговорног уредника. Након десет бројева разишао се са власником листа Данилом Медаковићем. Заједно са Јованом Јовановићем Змајем покренуо и уређивао хумористичко-сатирични лист Комарац, који је био либерално и антиклерикално настројен. Рајковић 1862. напушта Комарца, кога преузима Аца Поповић Зуб. Кратак период током 1862. и 1863. године издавао је заједно са др Ђорђем Натошевићем и Јаковом Игњатовићем месечник Путник: лист за умну и душевну забаву. Пробни број листа Хумориста (који никад није заживео) издао је 1863. године.
Покренуо је 1870. новине Земљак, „народни лист за варош и село”, али је издао само пет бројева. Након Ђорђа Поповића Даничара уређивао Даницу 1872. године. Већ тада квалитет часописа је опао, и од врхунског књижевног часописа постала је лист за поуку, да би после девет бројева била угашена.
Кратковечни (свега десет бројева) забавно-поучни лист Вечерњача издавао је 1881. године. У периоду 1884-85. уређивао је лист Глас истине, „за духовне беседе, животописе и старине”. Последњи лист који је покренуо био је Бршљан: лист за забаву, поуку и књижевност (1885-1886).

## Књижевни рад
Након прве књиге (календара) Домишљан објавио је Јед и мед (1858) у којој је у стиху и прози објавио поучне чланке. Заједно са Змајем превео је са немачког збирку религиозних назаренских песама Харфа Сиона која је изашла 1878. године. Своју једину збирку песама објавио је 1862. под називом Песме Ђорђа Рајковића, посветивши је својој пријатељици и неоствареној љубави Милици Стојадиновић Српкињи. Сакупљао је српске народне песме, које је објавио у две књиге (1868. и 1869).

## Матица српска
У Матици српској је новембра 1865. године постављен за актуара и контролора. Постао је 1866. године члан Матице српске. Од 1868. године само је матичин актуар који брине о фондовима и писар. Надзирао је излажење матичиног гласила ""Матица" и уређивао "Летопис". Биран је од 1766. године у Књижевно одељење и у Управни одбор Матице, а био је од 1867. године и рецензент дела која су нуђена Матици за штампу. У Летопису објављивао српске народне пословице и историјске прилоге, међу којима и грађу за историју српских штампарија, као и биографије познатих Срба.

## Српско народно позориште
На скупштини Друштва за Српско народно позориште (ДСНП) 1865. године изабран је за почасног члана, а 1868. године постао је члан Управног одобра ДСНП. За СНП је превео и адаптирао на српски шаљиву једночинку Филипа Диманоара Ћушка пошто-пото, која је у Новом Саду изведена 1869. године.